# حسین فخری الخالدی
حسین فخری خالدی (عربی: حسين فخري الخالدي؛ زاده: ۱۸۹۵ – درگذشته: ۲۶ دسامبر۱۹۶۶) یک سیاستمدار اردنی فلسطینی‌الاصل بود. او در سالهای ۱۹۳۴–۱۹۳۷ به عنوان شهردار اورشلیم خدمت می‌کرد و بعد از وی راغب النشاشیبی جانشین وی شد. او عضو مجلس سنای اردن در سال ۱۹۵۹ بود و همچنین به مدت ۹ روز از ۱۵ آوریل ۱۹۵۷ تا ۲۴ آوریل ۱۹۵۷ نخست‌وزیر اردن بود.

## زندگی‌نامه
او در اورشلیم متولد شد و به عنوان یک دکتر در وزارت بهداشت در حلب فعالیت کرد.

## فعالیتها
در ۲۳ ژوئن ۱۹۳۵ حزب اصلاح طلب را تأسیس کرد و در تشکیل کمیته عالی عرب در تاریخ ۲۵ آوریل ۱۹۳۷ نماینده حزب در AHC بود. در ۱ اکتبر ۱۹۳۷، پس از اختلالات و خشونت در طی شورش‌های عربی ۱۹۳۶–۳۶ در فلسطین، اداره ممنوعیت بریتانیا، AHC و چندین حزب سیاسی عرب را غیرقانونی کرد و تعدادی از رهبران سیاسی عرب از جمله حسین خالدی را دستگیر کردند، در دسامبر ۱۹۳۸ آزاد شد تا بتواند در کنفرانس لندن در فوریه ۱۹۳۹ شرکت کند.

## درگذشت
حسین خالدی در ۲۶ دسامبر ۱۹۶۶ درگذشت.